# El puente sobre el río Kwai
El puente sobre el río Kwai (título original: The Bridge on the River Kwai) es una película británica de 1957, del género épico-bélico, dirigida por David Lean y con William Holden, Alec Guinness, Jack Hawkins y Sessue Hayakawa en los papeles principales. Está basada en la novela homónima de Pierre Boulle.
La historia relatada es ficción, pero recoge la verdadera historia de la construcción de la línea del ferrocarril de Birmania de 1942 a 1943. Fue ganadora de siete premios Óscar.
Los autores del guion, Carl Foreman y Michael Wilson, estaban en la lista negra de la caza de brujas liderada por el senador Joseph McCarthy, acusados de pertenecer a organizaciones comunistas,  por lo que debieron trabajar en secreto y su aporte no fue acreditado en la primera versión. Por ello Pierre Boulle, autor de la novela original, recibió todo el crédito al ser galardonado con el premio Óscar al mejor guion adaptado. En 1985, la Academia concedió el premio de forma póstuma a Foreman y Wilson, que aparecen hoy acreditados junto con Boulle.
En 1997, la película fue considerada «cultural, histórica y estéticamente significativa» por la Biblioteca del Congreso de Estados Unidos y seleccionada para su conservación en el National Film Registry.

## Argumento

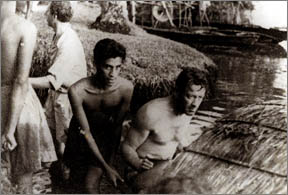
Chandran Rutnam y William Holden durante el rodaje de la película.

Durante la Segunda Guerra Mundial, unos prisioneros británicos reciben la orden de los japoneses de construir en plena selva un puente de ferrocarril sobre el río Kwai, en Tailandia. El coronel Nicholson, que está al frente de los prisioneros, rehúsa hacerlo aludiendo la Convención de Ginebra que prohíbe el trabajo forzado de oficiales. El comandante japonés Saito desprecia la actitud del coronel Nicholson y lo obliga a permanecer formado a pleno sol, junto al resto de oficiales.
Luego de sufrir el encierro en una choza de metal, el coronel es liberado, para júbilo de los soldados prisioneros. El coronel Saito decide continuar con la construcción, pero fracasa. Nicholson que es un típico oficial británico que busca una forma de elevar la moral y las condiciones físicas de sus hombres, ve el puente como una forma de conseguirlo, teniéndoles ocupados en la construcción y sintiéndose orgullosos de la obra. Logra convencer con argumentos técnicos a Saito, quien forzado por el atraso, acepta. Los prisioneros, que habían tratado de boicotear de muchas formas la construcción del puente, reciben la orden de Nicholson de colaborar.
Por su parte, un mayor estadounidense, Shears prisionero en el mismo campo, sólo piensa en huir. Lo consigue y logra llegar a las líneas aliadas. En contra de su voluntad, vuelve unas semanas más tarde guiando a una unidad de comandos británicos, bajo las órdenes del mayor Warden, cuya misión es volar el puente construido por los prisioneros, antes de que pase el primer tren japonés, cortando así la línea del ferrocarril, vital para el transporte de suministros del ejército japonés.
La obsesión del coronel Nicholson por terminar el puente de la mejor forma posible no le deja ver que, en realidad, es una obra que el Ejército Británico ha de hacer volar.

## Reparto

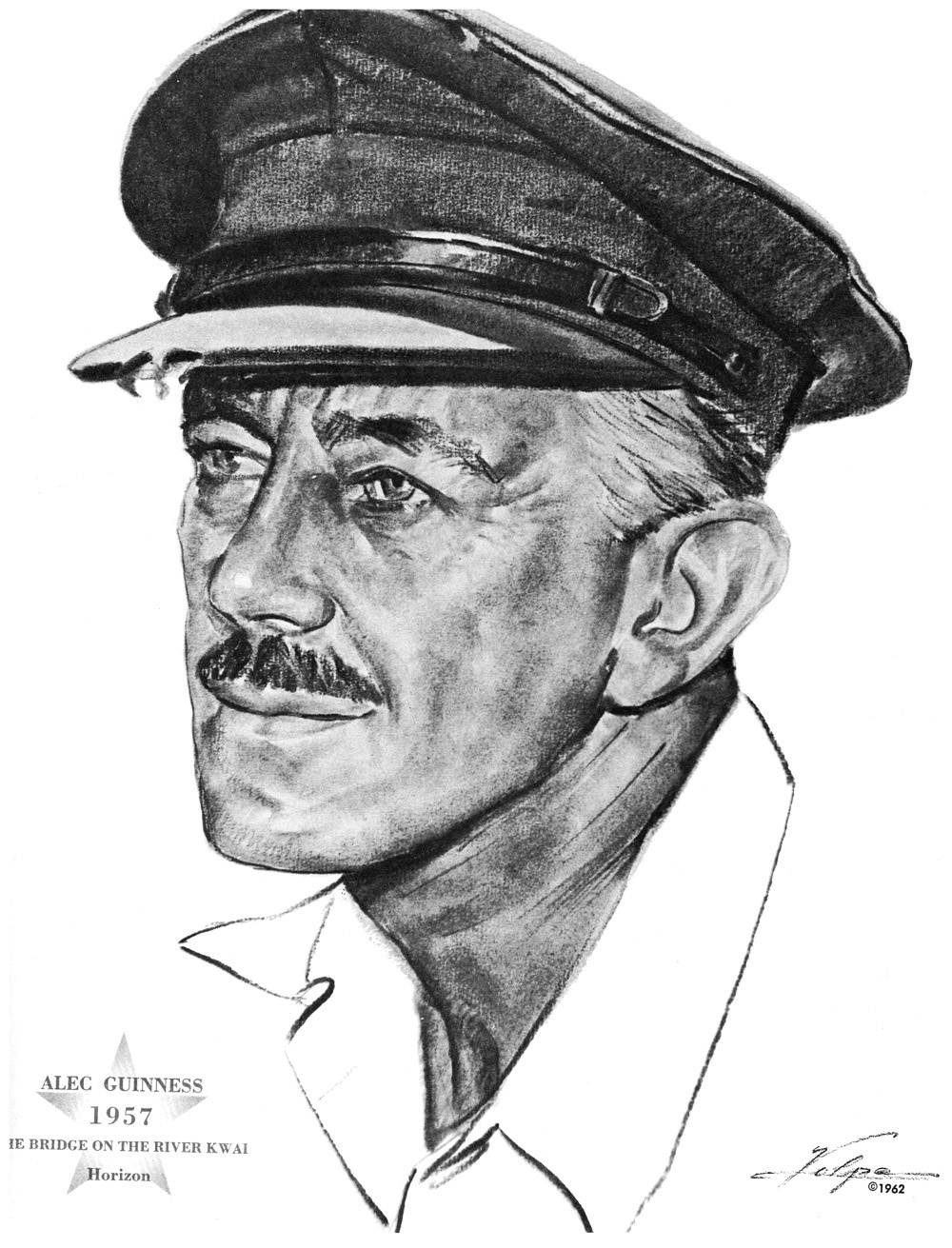
Boceto de Sir Alec Guinnes como el coronel Nicholson.

- William Holden - Comandante Shears
- Alec Guinness - Coronel Nicholson
- Jack Hawkins - Mayor Warden
- Sessue Hayakawa - Coronel Saito
- James Donald - Mayor Clipton
- Geoffrey Horne - Teniente Joyce
- André Morell - Coronel Green
- Peter Williams - Capitán Reeves
- John Boxer - Mayor Hughes
- Percy Herbert - Pvt. Grogan

## Producción
Al principio se ofreció la dirección de la película a Howard Hawks, pero al final lo dirigió David Lean. La película se rodó en la isla de Ceilán y en el Reino Unido. 
El director, en su afán perfeccionista, construyó un puente en vez de utilizar una maqueta como parte del plan de hacer la película. El puente costó 250.000 dólares. Para acarrear los troncos necesarios para su construcción sobre el cauce del río Kelani en Ceilán, se necesitó el concurso de 500 operarios y 35 elefantes y cuando llegó el momento de dinamitar el puente y producir el descarrilamiento real del tren, cinco cámaras estaban filmando la acción con el objeto de no perder ningún detalle de cuanto sucedía en ese momento.

## Música
La película contribuyó a popularizar la Marcha del Coronel Bogey, una melodía militar británica que los soldados del coronel Nicholson silbaban al desfilar. Se ha convertido en un clásico de la música del cine. Esta melodía fue seleccionada por Malcolm Arnold para la banda sonora que compuso para la película y por la que obtuvo un premio Óscar.

## Historia real

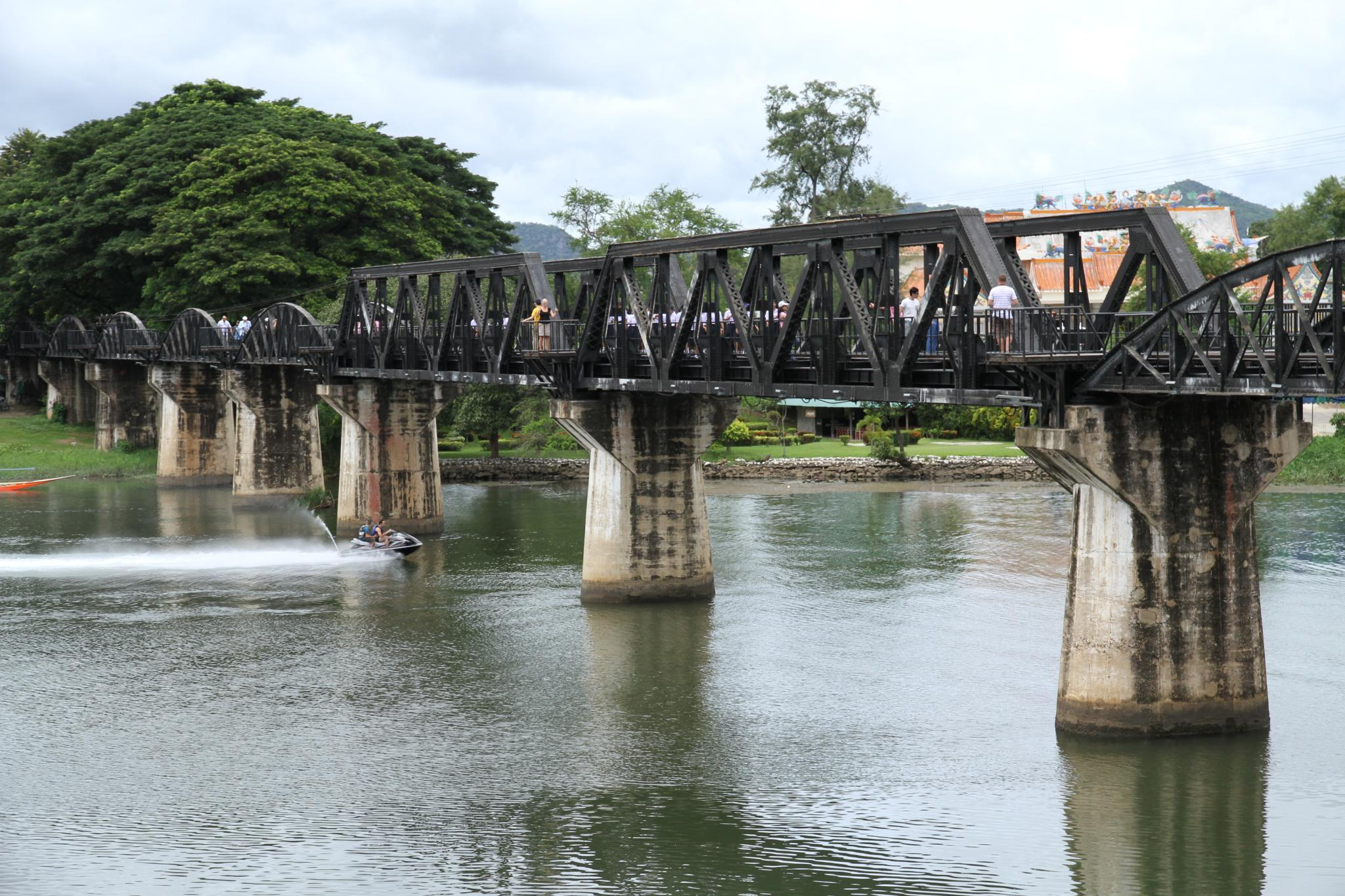
El puente del río Kwai en 2011

El puente sobre el río Kwai existió y existe hoy en día. La construcción de la línea de tren se cobró la vida de cien mil prisioneros malayos, birmanos, ingleses, neerlandeses, estadounidenses y australianos, y fue destruida por bombas teleguiadas de la aviación estadounidense en 1945. Después de la guerra el puente fue reconstruido.

## Enfado de Pierre Boulle
Pierre Boulle nunca aceptó que el final de su novela fuese alterado en la película, al margen de otras licencias (minimizar la brutalidad de los japoneses o el racismo de Nicholson). En la novela original, el personaje de Nicholson, enajenado ante la idea de destruir el puente que creó, trata de matar a Joyce y logra impedir la voladura del puente, aunque Warden bombardea con mortero la zona en la que discurre la acción, en parte para dar una muerte rápida a sus dos compañeros de comando (Shears y Joyce) y como venganza sobre Nicholson; pero el puente nunca llega a caer.
Boulle jamás perdonó que se omitiese su final, ya que consideraba que era lo que daba sentido a su obra, porque en el final de la película se podía interpretar que Nicholson cambia de opinión respecto a volar el puente mientras que en la novela no tiene duda alguna.

## Polémica con el Óscar
La película ganó entre otros el Óscar al mejor guion adaptado, pero este no llegó a sus dueños reales, ya que en 1985 cuando ellos habrían podido recibirlo ya habían fallecido.
El motivo fue que, debido a las listas negras de los años 50, al formar Michael Wilson y Carl Foreman parte de ellas, no podían aparecer en los créditos como guionistas, por lo que se optó por poner a Boulle. Lo curioso es que Boulle tenía una noción mínima de inglés, por lo que era obvio que él no había escrito el guion. Quiénes eran los autores reales era un secreto a voces en Hollywood.
De todas formas, se da la casualidad de que tampoco Boulle lo recogió. En parte por el enfado por la alteración de su obra, pero también porque se enteró de lo que había pasado con los guionistas originales y él no se consideraba autor de guion alguno. Incluso cuando recogió el premio BAFTA, sin saber todavía que le daban el premio a él porque los guionistas «no existían», declaró que se lo daban por su novela, no porque escribiese guion alguno, algo que el estudio justificó para salir del paso aludiendo a la modestia de Boulle.
Por lo tanto, quien recogió el Óscar fue Kim Novak en representación del estudio, ni los guionistas ni el novelista —los primeros habían fallecido cuando se los reconoció en 1984 y el segundo no quiso ir— obtuvieron estatuilla por su obra.

## Premios

### Óscar
La película fue la ganadora de siete Óscares durante la 30.ª gala. También fue candidata a «mejor actor de reparto» (Sessue Hayakawa). Recibió los premios a:
- Mejor película
- Mejor director (David Lean)
- Mejor actor (Sir Alec Guinness)
- Guion adaptado (Michael Wilson y Carl Foreman - Novela: Pierre Boulle)
- Fotografía (Jack Hildyard)
- Banda sonora (Malcolm Arnold)
- Mejor montaje (Peter Taylor)

### Globos de Oro
- Globo de Oro a la mejor película - Drama[9]
- Globo de Oro al mejor actor (Alec Guinness)[9]
- Globo de Oro al mejor director (David Lean)[9]

### Otros premios
- BAFTA a la mejor película[10]
- Medalla del Círculo de Escritores Cinematográficos al mejor actor extranjero.[11]